# Lenomyrmex
Lenomyrmex is een geslacht van mieren uit de onderfamilie van de Myrmicinae (Knoopmieren).

## Soorten
- L. colwelli Longino, 2006
- L. costatus Fernández & Palacio, 1999
- L. foveolatus Fernández & Palacio, 1999
- L. inusitatus (Fernández, 2001)
- L. mandibularis Fernández & Palacio, 1999
- L. wardi Fernández & Palacio, 1999